# Bichara Khader
Bichara Khader, (Zababdeh, Palestina, 13 de febrero de 1944) es un especialista del mundo árabe contemporáneo y de las cuestiones euro-árabe y euro-mediterráneas belga, de origen palestino. Es profesor emérito de la Universidad Católica de Lovaina y fundador del Centro de Estudios y de Investigaciones sobre el Mundo Árabe de dicha universidad. Ha sido miembro del Grupo de Altos Expertos sobre Política Exterior y Seguridad Común de la Comisión europea y del Grupo de Sabios para el Diálogo de las culturas en el Mediterráneo de la Presidencia europea.

## Trayectoria
Nacido en el pueblo palestino de mayoría cristiana ubicado cerca de Yenín. Llegó a Bélgica en 1965 para proseguir sus estudios universitarios en la Universidad católica de Lovaina (UCL). Después de su licenciatura en ciencias políticas, económicas y sociales en la UCL (1969) se diplomó en relaciones internacionales en la Universidad Johns Hopkins de Bolonia (1970)  y más tarde regresa a la UCL para realizar su doctorado (1978). Desde 1974 fue profesor a la Facultad de ciencias políticas, económicas y sociales de la UCL y en 1975 fundó el Centro de Estudios y de Investigaciones sobre el Mundo árabe contemporáneo (CERMAC) actualmente Grupo de Estudios y de Investigaciones sobre el Mundo Árabe contemporáneo (GERMAC)
Desde 2010 es profesor emérito y regularmente es conferenciante y participa en cursos en los países árabes y Europa, especialmente en el Instituto de Altos Estudios de Dirección y Gestión de Empresas (HEM) en Marruecos, en la Mediterranean Academy of Diplomatic Studies de Malta, en el Colegio de Europa, en Natolin (Polonia), e la Universidad Santa-Joseph de Beirut y en diferentes universidades españolas e italianas.
Es hermano de Naïm Khader, primer representante del OLP en Bruselas, asesinado en 1981 por el Mosad.

## Pensamiento
Khader insiste en la urgencia de entender al mundo árabe y musulmán de otra forma que no sea en términos de amenaza o invasión y se muestra preocupado ante la islamofobia que cada vez gana más visibilidad. También es crítico con los países árabes de quienes considera  “No pueden limitarse a rehuir sus responsabilidades sugiriendo que la islamofobia es una especia de enfermedad incurable de Occidente. Los terroristas y yihadistas del Estado Islámico o Al Qaeda, por ejemplo, no representan al verdadero islam, incluso mancillan su imagen porque es una religión de paz”.

## Publicaciones
Libros
Ha publicado casi treinta libros sobre el mundo árabe y sobre las relaciones euroárabes, euromediterráneas y europalestinas. Entre ellos:
- El mundo árabe ante el año 2000: Estudios sociología y economía (1988) Editorial Cantabria
- Europa y el gran Magreb (1992) Fundación Paulino Torras Domenech
- Europa en el mundo árabe (1994) Ediciones Cultura Hispánica
- Europa y el Mediterráneo: del paternalismo a la asociación (1995) Icaria
- El muro invisible (1999) Editorial Bellaterra
- Palestina e Israel: herencia de un conflicto (2007) Viceversa. Madrid
- Europa por el Mediterráneo: de Barcelona a Barcelona (1995-2009), (2009) Icaria
- El mundo árabe explicado a Europa: historia, imaginario, cultura, política, economía, geopolítica (2010) Icaria
- Europa y el mundo árabe. (2016) Icaria
- Los musulmanes en Europa, la construcción de un "problema". en La búsqueda de Europa. Visiones de contraste. Coautor. BBVA[6]

Artículos
- Europa mira hacia el Mediterráneo (2008) El País